# Jake Lacy
Jake Lacy (Greenfield, 1985. február 14. –) amerikai színész.
Első televíziós főszerepét a Jobb veled (2010–2011) című szituációs komédiában kapta. Ezt követően fontosabb szerepei voltak az Office, a Szénné égek idefent és A Fehér Lótusz című sorozatokban.
Filmszereplései közé tartozik a Valentin-napi meglepetés (2014), a Carol (2015), valamint a Káosz karácsonyra (2015).

## Élete és pályafutása
A massachusettsi Greenfieldben született.

## Filmográfia

### Film
| Év   | Magyar cím                                        | Eredeti cím                    | Szerep                    | Magyar hang   |
| ---- | ------------------------------------------------- | ------------------------------ | ------------------------- | ------------- |
| 2010 |                                                   | C'est moi (rövidfilm)          | Nathan                    |               |
| 2014 | Valentin-napi meglepetés                          | Obvious Child                  | Max                       |               |
| 2014 |                                                   | Balls Out                      | Caleb Fuller              |               |
| 2015 | Carol                                             | Carol                          | Richard Semco             | Fehér Tibor   |
| 2015 | Káosz karácsonyra                                 | Love the Coopers               | Joe                       | Papp Dániel   |
| 2016 | Hogyan legyünk szinglik?                          | How to Be Single               | Ken                       | Szabó Máté    |
| 2016 |                                                   | Their Finest                   | Carl Lundbeck / Brannigan |               |
| 2016 | Miss Sloane                                       | Miss Sloane                    | Forde                     | Orosz Ákos    |
| 2017 |                                                   | Christmas Inheritance          | Jake Collins              |               |
| 2018 | Rampage – Tombolás                                | Rampage                        | Brett Wyden               | Jakab Márk    |
| 2018 |                                                   | Diane                          | Brian                     |               |
| 2018 | Johnny English újra lecsap                        | Johnny English Strikes Again   | Jason Volta               | Szatory Dávid |
| 2019 | Örömóda                                           | Ode to Joy                     | Cooper                    | Fehér Tibor   |
| 2019 | Anyainvázió                                       | Otherhood                      | Paul Halston-Myers        |               |
| 2021 | Az élet Ricardóéknál                              | Being the Ricardos             | Bob Carroll               | Jéger Zsombor |
| 2022 | Túlvilági megszállottság                          | Significant Other              | Harry                     |               |
| 2023 | Zendülés a Caine hadihajón: Hadbírósági tárgyalás | The Caine Mutiny Court-Martial | Stephen Maryk hadnagy     |               |

### Televízió
| Év        | Magyar cím                              | Eredeti cím             | Szerep                 | Megjegyzések                                           |
| --------- | --------------------------------------- | ----------------------- | ---------------------- | ------------------------------------------------------ |
| 2008      | Vezérlő fény                            | Guiding Light           | Chip                   | 1 epizód                                               |
| 2010–2011 | Jobb veled                              | Better with You         | Casey Marion Davenport | 22 epizód                                              |
| 2012      | Luxusdoki                               | Royal Pains             | Floyd                  | 1 epizód                                               |
| 2012–13   | Office                                  | The Office              | Pete Miller            | 21 epizód                                              |
| 2014      |                                         | The Michael J. Fox Show | Scott                  | 1 epizód                                               |
| 2015      |                                         | Billy & Billie          | Keith                  | 7 epizód                                               |
| 2015–2016 | Csajok                                  | Girls                   | Fran Parker            | 12 epizód                                              |
| 2016      | John Oliver-show az elmúlt hét híreiről | Last Week Tonight       | egyéb szereplő         | 1 epizód                                               |
| 2017–2018 | Szénné égek idefent                     | I'm Dying Up Here       | Nick Beverly           | 16 epizód                                              |
| 2019      | Fosse/Verdon                            | Fosse/Verdon            | Ron                    | - 5 epizód - magyar hangja: - Czető Roland             |
| 2019      |                                         | Ramy                    | Kyle                   | 1 epizód                                               |
| 2020      |                                         | High Fidelity           | Clyde                  | főszereplő                                             |
| 2020      | Mrs. America                            | Mrs. America            | Stanley Pottinger      | 1 epizód                                               |
| 2021      | A Fehér Lótusz                          | The White Lotus         | Shane Patton           | - főszereplő (1. évad) - magyar hangja: - Czető Roland |
| 2022      |                                         | A Friend of the Family  | Robert Berchtold       | minisorozat (9 epizód)                                 |
| 2024      | Az alma nem esik messze                 | Apples Never Fall       | Troy Delaney           | minisorozat (7 epizód)                                 |

## Fordítás
- Ez a szócikk részben vagy egészben  a   Jake Lacy című angol Wikipédia-szócikk fordításán alapul.  Az eredeti cikk szerkesztőit annak laptörténete sorolja fel. Ez a jelzés csupán a megfogalmazás eredetét és a szerzői jogokat jelzi, nem szolgál a cikkben szereplő információk forrásmegjelöléseként.